# (512) Taurinensis
(512) Taurinensis ist ein Asteroid des Hauptgürtels, der am 23. Juli 1903 von Max Wolf entdeckt wurde.
Der Asteroid ist nach der italienischen Stadt Turin benannt, wo zur Zeit der Römer ein Militärlager stand (Castra Taurinorum).